# Скопска артилерийска бригада
Скопска артилерийска бригада е комунистическа партизанска единица във Вардарска Македония, участвала в така наречената Народоосвободителна война на Македония.
Създадена е през септември 1944 година във велешкото село Лисиче от артилерийския дивизион на Степан Златар, който участва в превземането на Велес на 20 септември. Командир на бригадата става Киро Спасовски. Състои се от 4 гаубици по 105 mm, m-13. Бригадата участва в освобождаването на Македонски брод, Прилеп, а при село Ърлевци пленява немско 75 mm оръдие с камион и муниции. След освобождаването на Скопие артилерийските бригади се реформират и бригадата е разпусната през ноември 1944 година. На 16 декември влиза в състава на първа македонска артилерийска бригада.